# Вермильо, Валерио
Валерио Вермильо (итал. Valerio Vermiglio; род. 1 марта 1976 года) - итальянский волейболист, связующий. Провёл 308 матчей за  сборную Италии.

## Достижения

### Награды в сборной Италии
Олимпийские игры 

 2004 

Кубок мира 

 2003 

Чемпионаты Европы 

 2003, 2005 

 2001 

Мировая лига 

 1999,  2000 

 2001 

 2003, 2004 

### Награды в студенческой сборной
Универсиады

 1997

### Награды в клубах
Лига чемпионов ЕКВ 

 1995, 2006, 2012 

 2013 

Кубок вызова ЕКВ 

 2003, 2011 

Суперкубок Европы 

 1994 

 1995 

Чемпионат Италии 

 1996, 2003, 2004, 2005, 2007 

 1997, 2006 

Кубок Италии 

 2004, 2005, 2007, 2008 

 1995, 1996, 2003, 2015 

Суперкубок Италии 

 2004, 2005 

 1997, 2015 

Чемпионат России 

 2012 

 2013 

Кубок России 

 2012 

 2013 

Чемпионат Ирана 

 2015, 2016 

### Индивидуальные награды
Лучший связующий Лиги чемпионов ЕКВ - 2006, 2012
Самый ценный игрок розыгрыша Кубка Италии - 2004, 2008
Самый ценный игрок розыгрыша Суперкубка Италии - 2003

## Государственные награды Италии
- 2000  Кавалер Ордена «За заслуги перед Итальянской Республикой»
- 2004  Офицер Ордена «За заслуги перед Итальянской Республикой»

## Семья
Валерио имеет жену Катерину и сына Федерико.